# Eroski
Eroski is een Spaanse supermarktketen afkomstig uit de plaats Elorrio in het Baskenland. Eroski is een coöperatie en als dusdanig anders georganiseerd dan andere Spaanse supermarkten. De keten heeft 1.600 vestigingen, er werken 30.000 personen. Begonnen als winkels in voedingsmiddelen, worden er tegenwoordig ook kleding en witgoed verkocht, en tevens heeft het bedrijf reisbureaus, parfumerieën, tankstations en allerlei andere soorten winkels geopend. 10% van de winst van Eroski gaat terug naar de samenleving door middel van de Fundación Eroski, een stichting die zich met allerlei sociale doelen bezighoudt.